# 佩德羅馬里亞弗雷特斯市

佩德羅馬里亞弗雷特斯市（西班牙語：Municipio Pedro María Freites），是委內瑞拉的一個市，位於該國東北部安索阿特吉州，首府設於坎陶拉，面積7,153平方公里，2007年人口76,892，人口密度為每平方公里11人。